# 닥터페퍼

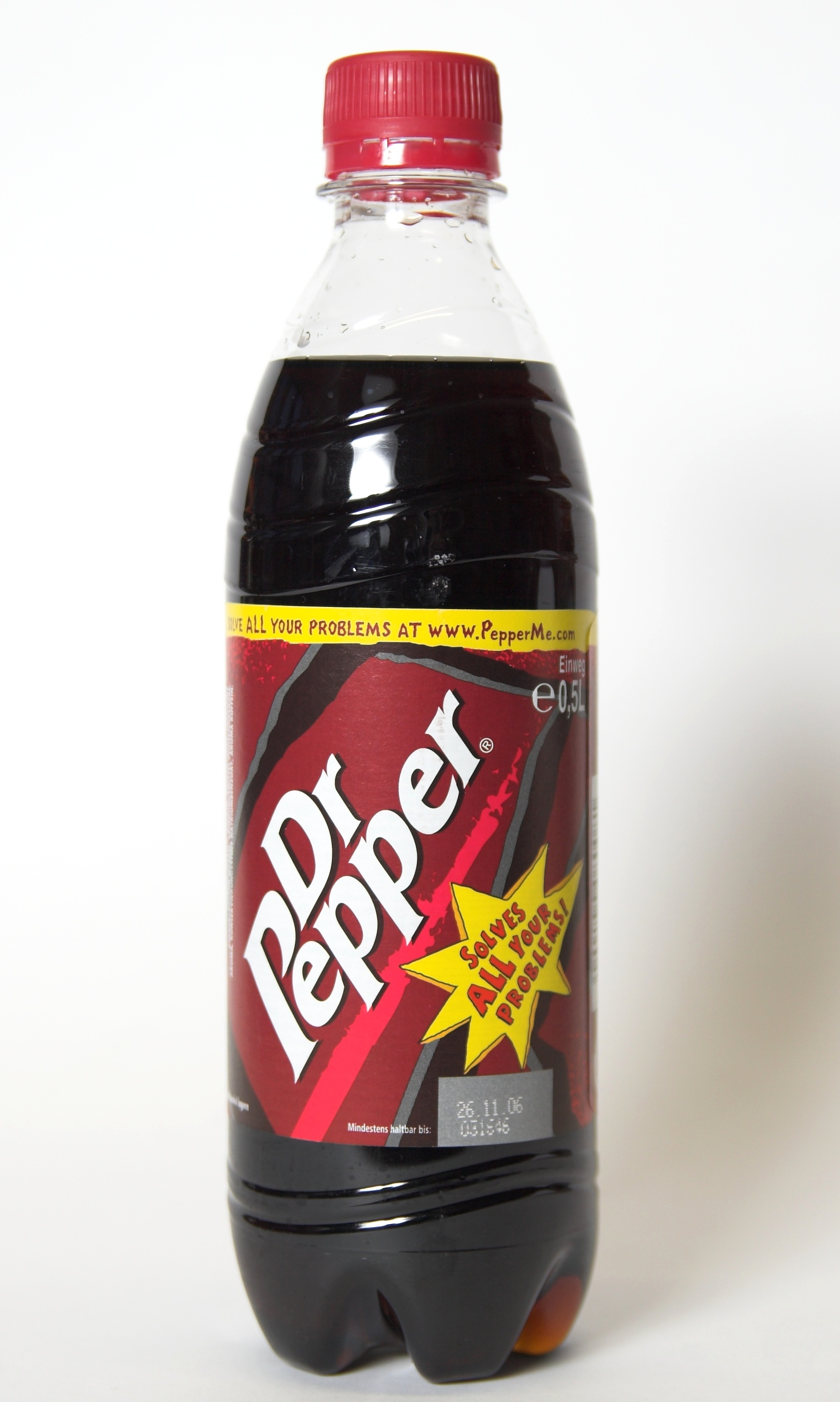
500ml 짜리 닥터페퍼 페트병의 실제 모습.

닥터페퍼(영어: Dr. Pepper)는 미국 큐릭닥터페퍼에서 생산하는 탄산 음료다. 찰스 앨더튼이 1880년에 개발한 후 1904년 미국에서 판매를 시작했다. 2019년 현재 유럽, 아시아, 캐나다, 멕시코, 오스트레일리아, 뉴질랜드, 남아메리카, 남아프리카 공화국에도 판매한다. 향과 맛이 독특한 이유는 23가지 맛을 조합한 결과다. 제조사에 따르면 블랙체리, 아몬드, 감초, 캐러멜, 콜라, 생강, 레몬, 자두, 살구씨, 블랙베리, 바닐라, 계피, 육두구, 정향, 오렌지, 루트비어, 럼, 라즈베리, 코코넛, 페퍼민트, 토마토, 포도, 파인애플, 당근인 여러 재료의 23가지 맛과 향을 섞었다고 한다. 당연히 재료 가공 공정 및 배합 공정은 비밀이다. 
닥터페퍼는 2008년부터 미국 내에서는 큐릭닥터페퍼가 생산 판매하며 유럽 지역과 대한민국에서는 코카콜라에서 판매권을 지니고 생산한다. 대한민국에서는 LG생활건강이 코카콜라 판매권을 지녀서 정확히는 LG생활건강에서 닥터페퍼를 공급한다. 당류에 대한 관심이 높아지면서 현재 대한민국에서도 닥퍼페퍼 제로를 판매한다.
캐나다, 오세아니아 지역은 펩시콜라가 판매권을 가지고 생산한다.

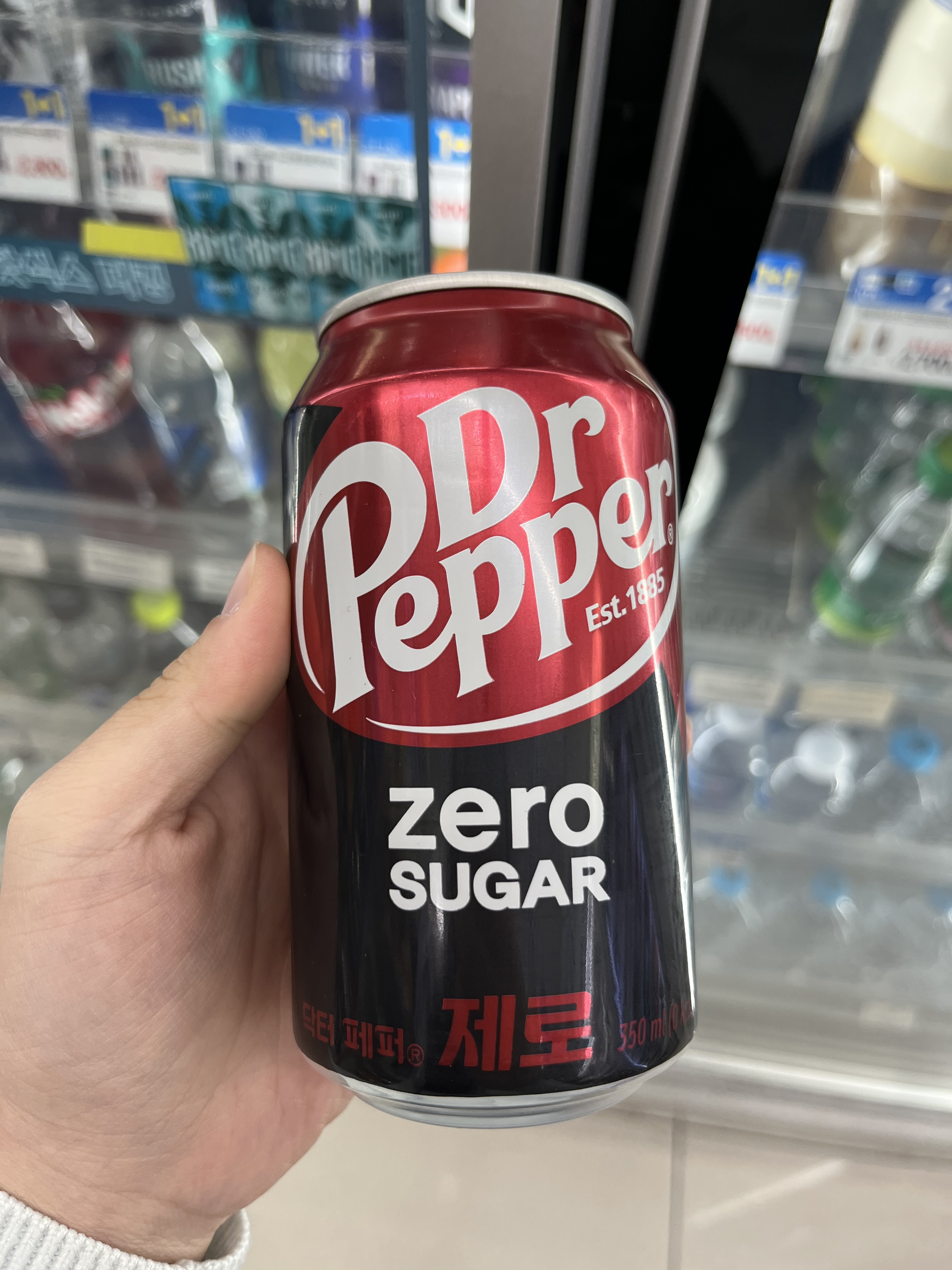

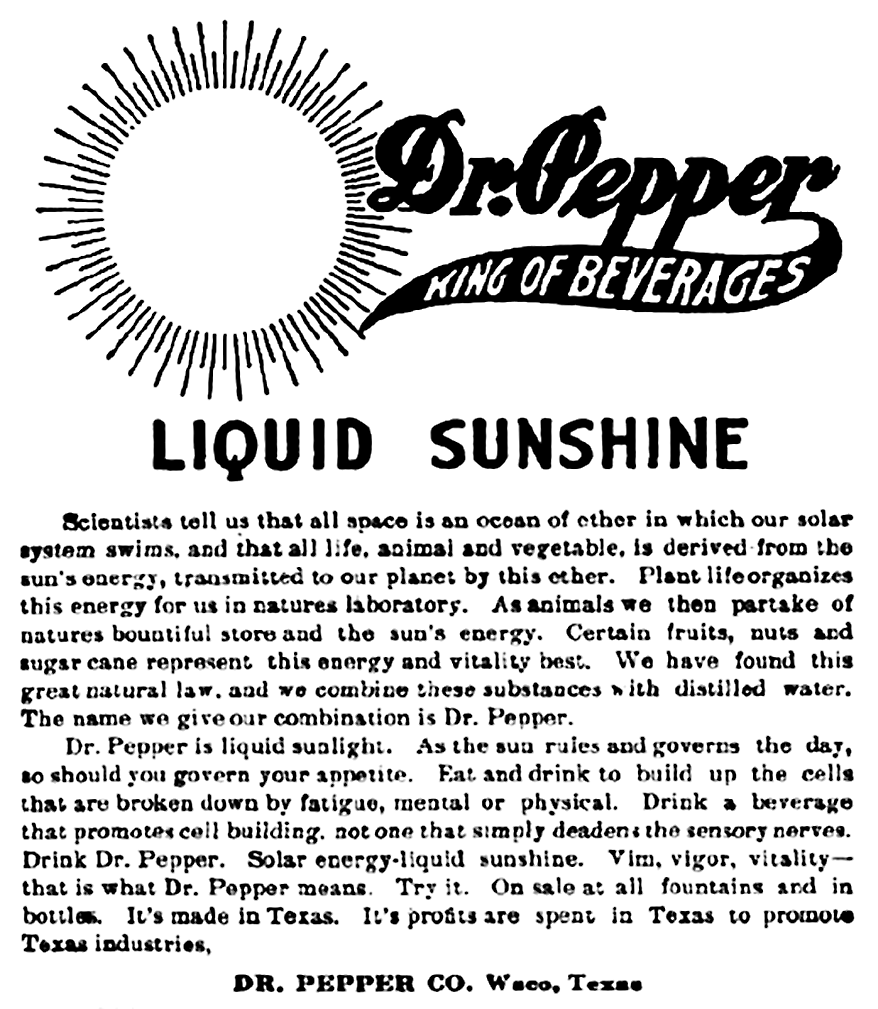
1913년 닥터페퍼 지면광고

## 역사

### 시판과 이름
탄산음료에서 닥터, 즉 박사라는 단어가 들어간 음료는 닥퍼 페퍼를 제외하고 찾기 어렵다. 왜 닥터 페퍼가 되었는지에 대한 명확한 답은 없다. 이름을 짓는 과정을 기록에 남기지도 않았고, 100년이 넘는 세월에 생긴 소문들도 있다. 
1885년 시판한 닥터페퍼는 1886년에 판매한 코카콜라보다 1년 먼저 생산한 음료이다. 제조자는 약사였던 찰스 앨더튼이었고, 약국의 동료 약사였던 웨이드 모리슨이 음료 맛을 좋아했으며, 그냥 '웨이코'라고 부르던 음료의 공식 이름을 지었다고 전한다. 
이름이 왜 닥터페퍼인지 이유는 정확하지 않다. 음료수가 탁 쏘는 향신료(페퍼)를 닮아서 붙였다고 하며, 닥터라는 이름을 넣으면 전문적인 사람들이 생산하는 제품 같아 보이므로 지었다는 주장도 있다. 영어의 페퍼(pepper)는 후추만이 아니라 향신료 전체를 지칭하기도 하므로 다양한 향신료를 전문적으로 조제했다는 의미라는 주장도 있다. 
그 중 가장 설득력이 있는 이야기는 동료 약사였던 모리슨의 장인어른 성씨가 페퍼였고 그가 박사였는데 그 이름이 새로 만든 음료와 잘 맞아 중의적인 의미를 지닌 이름으로 붙였다는 주장이다.
그러나 모두 추측일 뿐이고 140년 전 초기 닥터페퍼 시판과 제조 과정을 상세한 문서로 남기지 않아 정확한 사실은 알 수 없다.

### 미국 전국민에게 무료로 나누기
2008년 닥터페퍼의 마케팅으로 미국에서 유명한 록밴드 '건즈 앤 로지스'(Guns N's Roses) 신규 앨범이 2008년도에 나온다면 전미국인에게 닥터페퍼를 나누겠다는 공약을 했다. 건즈 앤 로지스는 1990년대부터 앨범이 나온다는 소문만 무성했고, 거의 은퇴하지 않았냐는 평판이 있던 시기였다. 이에 닥터페퍼는 2008년이 아니라 그 이후로 앨범은 나오지 못한다고 예상을 했었다. 하지만, 2008년 11월 건즈 앤 로지스는 정규 앨범을 신규로 내놓았고, 닥터페퍼 본사는 놀랐다고 한다. 
닥터페퍼는 공식 홈페이지에서 "우리는 이런 날이 오리라고 결코 예상하지 못했다."고 남겼다. 공식 홈페이지에 방문하고 등록한 사람에게 무료 닥터페퍼 쿠폰를 주었다. 당연히 사이트에 폭발적으로 몰려 홈페이지는 마비까지 왔었고, 당초 계획했던 이벤트 기간을 늘렸다. 
이런 사건은 닥터페퍼에게 마케팅에서 큰 성과를 주었고, 다양한 고객들의 정보와 구매 취향을 분석할 대량 고객 정보도 얻을 수 있었다. 
현재 닥터페퍼는 미국에서 2위 음료에 자리하며, 펩시콜라를 3위로 밀어냈다. 

### 코로나19 시기 품귀 현상
코로나19 시기 닥터페퍼에 다른 음료과 달리 품귀현상이 나타났다. 코로나19로 다양한 제품에 품귀 현상이 나타났지만, 음료시장은 대부분 그렇지 않았다. 음료에서는 유독 닥터페퍼만 품귀 현상이 나타났다. 닥터페퍼 본사는 이를 해결하기 위해 노력한다는 공지를 할 정도로 닥터페퍼를 구하기 힘들었다. 다른 음료와 달리 특이하게도 닥터페퍼 애호가들이 외부에 나가지 못하는 동안 마시려고 닥터페퍼를 대량으로 사재기해서 나타난 사건이었다. 미국 음료시장에서 1위와 3위인 코카콜라와 펩시콜라에 코로나19기간 동안 품귀 현상은 없었다. 미국 내에서 일종의 팬덤을 형성한 음료로 닥터페퍼는 단순한 음료를 넘어 미국내 특이한 시장 위치에 있다.